# Esquirol sol del Ruwenzori
L'esquirol sol del Ruwenzori (Heliosciurus ruwenzorii) és una espècie de rosegador de la família dels esciúrids. Viu a Burundi, la República Democràtica del Congo, Ruanda i Uganda. El seu hàbitat natural són els boscos de muntanya humits subtropicals o tropicals, i les terres arables.